# Paint the Sky with Stars
Paint the Sky with Stars – kompilacja największych przebojów z lat 1986–1997, nagranych przez irlandzką piosenkarkę i kompozytorkę Enyę wydany w 3 listopada 1997 r. nakładem wytwórni Warner Music. Jest to pierwszy wydany przez artystkę best-of, przy okazji obchodów 10-lecia kariery artystki.

## Lista utworów
Zawiera 16 kompozycji, w tym dwie wcześniej niepublikowane, napisane specjalnie na tę okazję, „Only If" i tytułową „Paint the Sky with Stars”.
| Nr  | Tytuł utworu               | Z albumu            | Długość |
| --- | -------------------------- | ------------------- | ------- |
| 1.  | „Orinoco Flow”             | Watermark           | 4:26    |
| 2.  | „Caribbean Blue”           | Shepherd Moons      | 3:58    |
| 3.  | „Book of Days”             | Shepherd Moons      | 2:53    |
| 4.  | „Anywhere Is”              | The Memory of Trees | 3:43    |
| 5.  | „Only If...”               |                     | 3:17    |
| 6.  | „The Celts”                | Enya                | 2:55    |
| 7.  | „China Roses”              | The Memory of Trees | 4:40    |
| 8.  | „Shepherd Moons”           | Shepherd Moons      | 3:40    |
| 9.  | „Ebudae”                   | Shepherd Moons      | 1:53    |
| 10. | „Storms in Africa”         | Watermark           | 4:12    |
| 11. | „Watermark”                | Watermark           | 2:24    |
| 12. | „Paint the Sky with Stars” |                     | 4:12    |
| 13. | „Marble Halls”             | Shepherd Moons      | 3:53    |
| 14. | „On My Way Home”           | The Memory of Trees | 3:35    |
| 15. | „The Memory of Trees”      | The Memory of Trees | 4:16    |
| 16. | „Boadicea”                 | Enya                | 3:28    |
|     |                            |                     | 57:25   |

Źródło.

## Certyfikaty i sprzedaż
| Kraj                          | Certyfikat         | Sprzedaż   |
| ----------------------------- | ------------------ | ---------- |
| Argentyna (CAPIF)             | 2× platynowa płyta | 120 000+   |
| Australia (ARIA)              | 3× platynowa płyta | 210 000+   |
| Austria (IFPI Austria)        | platynowa płyta    | 50 000+    |
| Belgia (BEA)                  | 2× platynowa płyta | 100 000+   |
| Brazylia (Pro-Música Brasil)  | 2× platynowa płyta | 500 000+   |
| Finlandia (Musiikkituottajat) | złota płyta        | 23 900+    |
| Hiszpania (Promusicae)        | 2× platynowa płyta | 200 000+   |
| Holandia (NVPI)               | złota płyta        | 50 000+    |
| Hong Kong (IFPI Hong Kong)    | platynowa płyta    | 20 000+    |
| Niemcy (BVMI)                 | platynowa płyta    | 500 000+   |
| Norwegia (IFPI Norge)         | platynowa płyta    | 50 000+    |
| Nowa Zelandia (RMNZ)          | platynowa płyta    | 15 000+    |
| Stany Zjednoczone (RIAA)      | 4× platynowa płyta | 4 000 000+ |
| Szwajcaria (IFPI Schweiz)     | platynowa płyta    | 50 000+    |
| Szwecja (GLF)                 | 2× platynowa płyta | 160 000+   |
| Wielka Brytania (BPI)         | 2× platynowa płyta | 600 000+   |